# Szágy
Szágy (németül: Saad) község Baranya vármegyében, a Hegyháti járásban.

## Fekvése
A Zselic baranyai részén, egy észak-déli fekvésű völgyben helyezkedik el. Megközelíthető Kaposvár vagy Pécs felől a 66-os főútról Baranyajenő nyugati végénél kiágazó, közel 12 kilométer hosszú 66 101-es számú bekötőúton, Baranyaszentgyörgyön és Tormáson keresztül.

## Története
Írásos emlékben először 1554-ből szerepelt Aszágy formában, 1799-ből már a Szagy ismert. Az aszú és az ág szavak összetételéből alakult ki a falumegnevezés. Az előtag értelme száraz, míg az utótagé folyóág. A régészek a Szent István-forrásnál római leletekről, így sírkövekről is tudnak. Az említett vízadóhoz egykor kimentek az ifjú házasok és sikeres gyermekáldásért könyörögtek e helyen, ahol a néphit szerint Szent István király is megfordult.
Árpád-kori és Anjou-kori falunyomokról a most élő idős őslakók nem tudnak, de a dűlőnevek közül a következők eltűnt faluhelyet sejtetnek: Kis- és Nagy Tótváros (ide a török után szlovén telepesek érkeztek, akik a szomszédos Tarrósra is eljutottak). A tarrósi határrésznevek között nem egy ugyanis szláv eredetű. További határjelölések, amelyek a középkort idézhetik: Dala-part, Burgyán, Komló, Kovácspuszta, Puszta Szabás. A mai templomot Kis előtaggal is mondták, ami feltételezi a Nagy jelöléspárt. Ez utóbbi tán a középkori kőegyház lehet, bár helyét senki sem tudja. Az viszont köztudott, hogy a mai imahelytől alagút indult.
A helység a török hódoltság idején puszta lett, de lakatlan a 18. század első felében is. A végtelen erdőkkel borított vidékre a 18. század végén települt német eredetű lakosság. A falu birtokosa egy ideig a Petrovszky család volt, majd Majláth György nyerte el adományként. Az első telepesek 1770-ben Lotaringiából érkeztek. A török kiűzése után dolgoztak itt kalamász (kocsikenőcs) készítők, valamint üvegfúvók is a Besenci-tanya dűlőben. Portékáikat elsősorban a mozsgói Biedermann báródinasztia tagjai vásárolták meg.
A magyar népesség aránya csak az első világháború után nőtt meg.

## Közélete

### Polgármesterei
- 1990–1994: Zima István (független)[4]
- 1994–1998: Zima István (KDNP)[5]
- 1998–2002: Zima István (KDNP)[6]
- 2002–2006: Zima István (KDNP)[7]
- 2006–2010: Zima István (KDNP)[8]
- 2010–2014: Zima István (Fidesz-KDNP)[9]
- 2014–2019: Laczó Sándor (független)[10]
- 2019–2024: Laczó Sándor (független)[11]
- 2024– : Salamonné Hermann Rita (független)[1]

## Népesség
A település népességének változása:
| Lakosok száma | 151  | 150  | 142  | 108  | 110  | 113  | 106  | 106  |
|               | 2013 | 2014 | 2015 | 2019 | 2021 | 2022 | 2023 | 2024 |

A 2011-es népszámlálás során a lakosok 96,6%-a magyarnak, 27,6% cigánynak, 30,3% németnek mondta magát (1,4% nem nyilatkozott; a kettős identitások miatt a végösszeg nagyobb lehet 100%-nál). A vallási megoszlás a következő volt: római katolikus 83,4%, református 2,8%, felekezeten kívüli 5,5% (8,3% nem nyilatkozott).
2022-ben a lakosság 92%-a vallotta magát magyarnak, 32,7% cigánynak, 22,1% németnek, 0,9% szerbnek, 2,7% egyéb, nem hazai nemzetiségűnek (7,1% nem nyilatkozott; a kettős identitások miatt a végösszeg nagyobb lehet 100%-nál). Vallásuk szerint 36,3% volt római katolikus, 8% egyéb keresztény, 0,9% egyéb katolikus, 18,6% felekezeten kívüli (36,3% nem válaszolt).

## Nevezetességei
A településen nagy sókoncentrációjú nátrium-kloridos és hidrogén-karbonátos hévizet tártak fel, mely szulfid-ion tartalma miatt a kénes, bromid-ion tartalma miatt a brómos gyógyvizek csoportjába sorolható.

## Külső hivatkozások
- Szágy honlapja Archiválva 2017. július 27-i dátummal a Wayback Machine-ben
- Szágy az utazom.com honlapján